# Emin Arslan
Pour les articles homonymes, voir Arslan.
Emin Arslan ou Amin Arslan (arabe: أمين أرسلان Amīn Arslan), (né le 13 juillet 1868, mort le 9 janvier 1943) est un diplomate libanais de l'Empire ottoman, au nom duquel il a été consul dans les villes de Bordeaux, Bruxelles, Paris et Buenos Aires. 
Ecrivain et journaliste  Il est l'auteur de livres et d'articles en arabe et en espagnol, ainsi que de nombreux articles journalistiques en français.

## Origines
Arslan est né à Choueifat, Aley, Mont-Liban, par la suite Empire ottoman, au milieu d'une famille de notables de confession druze, dont les membres utilisent jusqu'à aujourd'hui encore le titre d'« émir ». Il a étudié à l'Yasū'iyya (l'école des jésuites de Beyrouth) et le Madrasat al-Hikma .

## Carrière politique au Liban
Aux environs de l'an 1892, il est désigné Mudir de la « région » de l’extrême ouest (Nāḥyat du Gharb al-Aqsa), dans le Mutaṣarrifiyya du « Mont Liban », se trouvant dans la Province de Beyrouth. En 1893, il démissionne et part en exil après des tensions avec l'administration ottomane, en particulier avec le mutessarif Na'um Pasa (Nahum Pacha), en raison de sa proximité avec les idées des Jeunes-Turcs.

## Premier exil en France
En 1893, Arslan démissionne de son poste de Mudir et part en exil avec son ami Salim Sarkis. Après avoir fait une brève escale en Égypte, ils installent à Paris.

## Consul à Bordeaux et à Bruxelles
À la suite de la « trêve » de 1897, Emin Arslan a été nommé consul de l'Empire ottoman dans un premier temps à Bordeaux, puis consul général à Bruxelles. Il occupe ce poste jusqu'en 1908.
Pendant son séjour en Belgique, il se lie d'amitié avec des intellectuels comme l'écrivain et journaliste Roland de Marès (1874-1955), rédacteur en chef du journal L'Indépendance belge et Ernest Nys, avocat spécialiste du droit international.Malgré sa position de fonctionnaire de l'administration ottomane, Arslan reste critique envers ce régime et fait part de ses interrogations au travers de la presse anglaise.
En 1903, l'opposant au régime d'Abdülhamid II et proche du mouvement des Jeunes-Turcs, le Prince Damad Mahmoud (1853 à 1903) meurt à Bruxelles. L'ambassadeur ottoman charge Arslan de sceller la maison du défunt et de dresser un inventaire de son contenu, Arslan profitera de l'occasion pour faire disparaitre tout documents menaçant les partisans des Jeunes-Turcs.

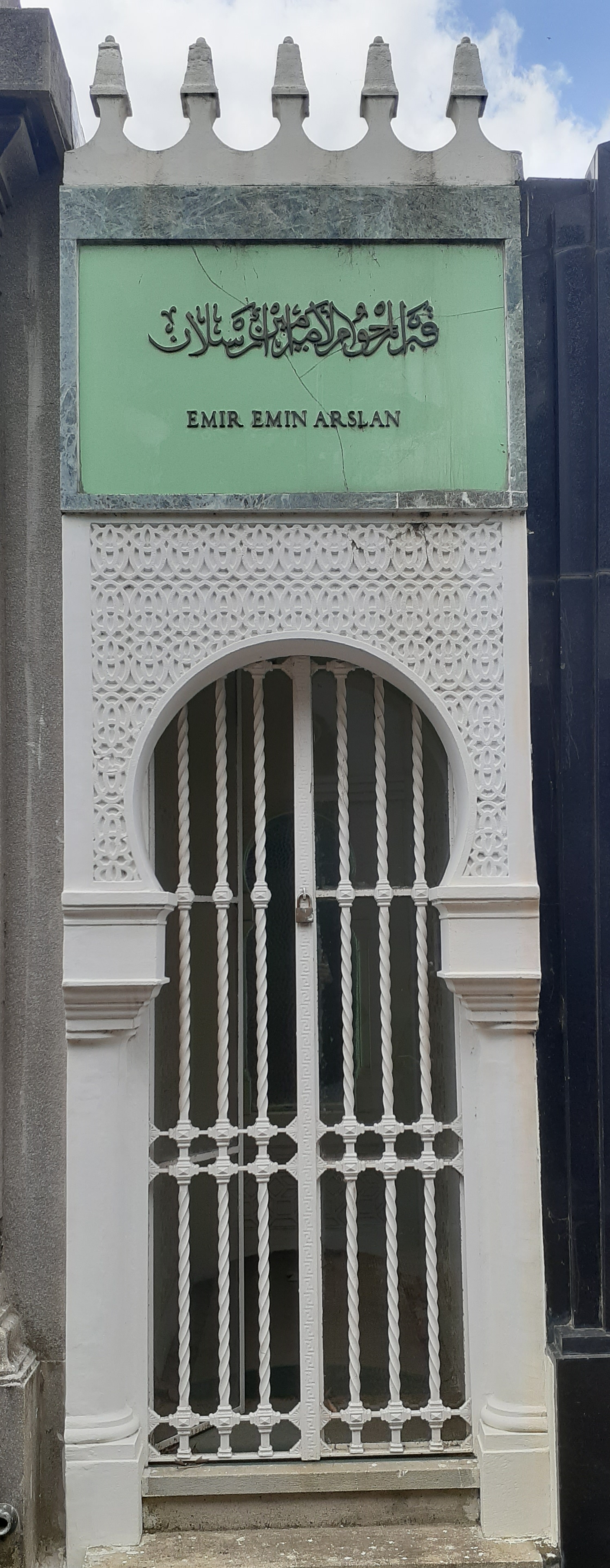
Tombeau de l'Emir Emin Arslan au Cimetière de la Chacarita.

## L'exil en Argentine
Le 11 juin 1910, l'Empire ottoman et la République d'Argentine signent à Rome un protocole de relations consulaires. Les deux partis échangent des consuls sans attendre la ratification du protocole par les parlements respectifs. L'émir Emin Arslan a ainsi été le premier et le seul consul que l'Empire ottoman en Argentine, avant de confier leur représentation au consul général de l'Empire Allemand.
Il était aussi l'un des premiers à dénoncer l'extermination des Arméniens depuis les pages de son magazine, la note, en août 1915. Il avait d'ailleurs également dénoncé dans la presse européenne 1896 les Massacres hamidiens.
Après la Première Guerre mondiale, il soutient la création du mandat français sur la Syrie et le Liban, mais à mesure que la France assoit son autorité colonisatrice, il évolue dans sa position et finit par approuver l'idée d'indépendance de la Grande Syrie dans ses frontières historiques, couvrant notamment des zones des actuels pays de la Syrie, du Liban, de la Palestine et d'Israël.

## L'émir Arslan dans la culture populaire
- L'émir Arslan apparaît comme un personnage dans le conte de fées Le couteau de Leopoldo Lugones, qui comprend le volume « Histoires fatales » (1924).
- Il est dépeint comme la plupart du temps fictif, dans un épisode de Rome & Lynch (bande dessinée), Lautaro Ortiz et Pablo Tunica, publié dans le magazine Fierro[4].
- Arslan a commencé à passer ses étés dans la station balnéaire uruguayenne de Punta del Este peu de temps après son arrivée à Rio de la Plata, en 1910. En 1920 il confie à l'architecte français Édouard Le Monnier la construction d'une maison secondaire avec un sol en pierre et un toit de chaume, qu'il appelait « La Chaumière ». Actuellement, la plage adjacente est toujours appelé « L'émir »[5].

## Œuvres textuelles
- (ar) Arslan, Kitāb ḥuqūq al-milal wa-muʿāhidāt al-duwal. al-qism al-rābiʿ, fī al-ḥarb : taʾlīf Amīn Arslān [« كتاب حقوق الملل ومعاهدات الدول. القسم الرابع, في الحرب / تأليف أمين أرسلان »] [« Principes du droit international public (droit des gens). IVe partie, la guerre »], Le Caire, Maṭbaʿaẗ al-Hilāl,‎ 1900, 132 p. (BNF 30399459, lire en ligne)
- (ar) Amīn Arslān, Asrār al-quṣūr [« اسرار القصور : رواية سياسية تاريخية غرامية أدبية / بقلم أمين أرسلان »], Le Caire, Maṭbaʿaẗ al-Hilāl,‎ 1900, 132 p. (BNF https://gallica.bnf.fr/ark:/12148/bpt6k858122s, lire en ligne)

## Franc-maçonnerie
Le 24 août 1889, il est initié dans la loge Le Liban à Beyrouth, sous la juridiction du Grand Orient de France.